# Christian Nienhaus (Medienmanager)
Christian Nienhaus (* 5. Februar 1960 in Hamm) ist ein deutscher Medienmanager.

## Leben
Nienhaus studierte Wirtschaftswissenschaften an der Ruhr-Universität Bochum. 
Nach seinem Studium war er von 1984 bis 1995 für den deutschen Verlag Gruner+Jahr tätig, bei dem er zunächst Geschäftsführer der Hamburger Morgenpost und dann Geschäftsführer des Berliner Zeitung Verlags war. Von 1995 bis 2000 war er Geschäftsführer des Badischen Verlages in Freiburg und von 2000 bis 2001 Geschäftsführer der Süddeutsche Zeitung GmbH. Danach wechselte er zur Axel Springer AG, bei der er von 2001 bis 2008 die Verlagsgeschäftsführung der Zeitungsgruppe BILD übernahm.
Von 2008 bis 2014 war er in Essen als Geschäftsführer der WAZ-Mediengruppe tätig und maßgeblich an ihrer Umstrukturierung zur Funke Mediengruppe sowie der Übernahme zahlreicher Medien der Axel Springer SE beteiligt. Anfang 2015 kehrte er wieder zu Axel Springer zurück und ist seit August 2015 Vorsitzender der Geschäftsführung von Sales Impact, der Vertriebsorganisation von Axel Springer, sowie von Media Impact, dem Vermarktungs-Joint-Venture von Axel Springer und der Funke Mediengruppe. Seit September 2020 ist Nienhaus als Senior Vice President Strategy Teil des Leitungsteams von News Media National bei Axel Springer. Er ist Geschäftsführer der WeltN24 GmbH und seit August 2020 Mitglied im dpa-Aufsichtsrat. 

## Politik
Christian Nienhaus trat im Alter von 16 Jahren der CDU bei. Von 1981 bis 1987 war er Mitglied des Bundesvorstands der Jungen Union.
Bei der Bundestagswahl 1994 kandidierte Nienhaus für die CDU im Wahlkreis Hagen, unterlag jedoch dem SPD-Kandidaten Dietmar Thieser. 2004 war Nienhaus auf Vorschlag der baden-württembergischen CDU-Landtagsfraktion Mitglied der Bundesversammlung. 2014 wurde er als Kandidat für die Oberbürgermeisterwahl von Hagen gehandelt.
Bei der Bundestagswahl 2021 trat Nienhaus erneut als CDU-Kandidat im Bundestagswahlkreis Hagen – Ennepe-Ruhr-Kreis I an, nachdem der zuvor nominierte CDU-Kandidat Marc Eulerich von seiner Kandidatur zurückgetreten war. Bei der Wahl unterlag er seinem Mitbewerber Timo Schisanowski (SPD).

## Privates
Nienhaus ist seit 1986 verheiratet und hat einen Sohn. 